# Nom d'usage
Un nom d'usage est un nom de famille utilisé par une personne dans la vie courante, distinct de son nom de naissance, le plus souvent à la suite de son mariage. Le nom d'usage revêt deux formes qui s'appliquent aux personnes et aux lieux.

## En France
Le nom d'usage (par opposition au nom de famille, matronymique ou patronymique) est, en France, le nom d'une personne physique qui fait usage du nom d'un tiers, selon les conditions définies par la circulaire du Premier ministre du 26 juin 1986.
Ce droit est accordé :
- à toute personne, pour ajouter à titre d'usage le nom du parent qui ne lui a pas transmis le sien accolé à son nom de famille dans le sens du choix de l'intéressé(e) (ceci résulte de l'application de l'article 43 de la loi no 85-1372 du 23 décembre 1985 portant diverses mesures d'ordre social), par exemple en cas d'enfants de parents divorcés remariés pour faciliter et différencier la composition familiale, d'un parent décédé après la naissance qui a été reconnu, en cas d'homonymie entre personne, etc.
- aux personnes mariées ou veuves[2], par adjonction ou substitution du nom du conjoint au sien propre dans l'ordre qu'il choisit, dans la limite d'un nom de famille pour chacun d'eux[3]. Ce droit est également accordé aux personnes divorcées à condition que l'ex-conjoint ne s'y oppose pas ou qu'elles y aient un intérêt légitime, par l'autorisation d'un juge[4], comme la garde exclusive des enfants du couple par exemple. En 1995, 91 % des femmes utilisent comme nom d'usage celui de leur conjoint[5].

Depuis la loi no 2003-516 du 18 juin 2003 relative à la dévolution du nom de famille, la transmission du nom de famille ne fait plus aucune distinction entre le nom de la mère et celui du père. L'enfant peut recevoir aussi bien le nom de l'un que le nom de l'autre, ou les deux noms accolés dans n'importe quel ordre, dans la limite d'un nom par parent.
Les noms de famille composés ne comportent pas de trait d'union, exemple :
- Exemple 1 : Valéry Giscard d'Estaing ou Nicolas Sarközy de Nagy Bocsa (Nom de famille composé sans trait d'union).
- Exemple 2 : Jean-Louis Tixier-Vignancour (nom de son père suivi du nom de sa mère avec trait d'union - adjonction). Pour ce dernier exemple, on peut néanmoins combiner à l'envi le nom du père en premier ou le nom de sa mère en premier et vice-versa, diverses combinaisons de nom d'usage sont possibles mais celle choisie doit être respectée à l'identique par toutes les administrations.

Il est important de signaler qu'une circulaire de 2004 imposait un double trait d'union pour le double nom de famille d'enfants nés après 2004 portant les deux noms de leurs parents, mais ce choix typographique, censé distinguer un tel nom composé des noms d'usage avec un seul trait d'union a été contesté en justice par de nombreuses familles et a été finalement annulé par le Conseil d'État en 2009. Dans l'attente d'une nouvelle circulaire, le ministère de la Justice demande d'utiliser une simple espace comme séparateur à tous les doubles noms de familles et d'ajouter un trait d'union exclusivement pour les noms d'usage.
En revanche, le nom d'usage n'a absolument aucune incidence sur l'état civil de la personne, modifiable seulement par jugement ou décret, et n'est pas transmissible à sa descendance puisqu'il provient d'une personne qui ne lui a pas transmis juridiquement à la naissance et seulement toléré. Le nom d'usage ne peut pas être mentionné sur les actes d'état civil et sur les référendums d'initiatives partagées. Par ailleurs, le requérant peut à tout moment, sur sa demande aux administrations effacer son nom d'usage ou le changer pour un autre dont il peut user.

### Nom de commune
La loi française dispose que le nom « officiel » de chaque commune est celui qui est défini dans le Code officiel géographique (COG). En effet, le décret no 46-1432 du 14 juin 1946 dispose (cf. article 1 §2) que l'Insee « coordonne les méthodes des administrations publiques » et « réalise l'unification des nomenclatures ». Puis l'arrêté du 28 novembre 2003 relatif au code officiel géographique dispose (cf. article 1) : « La nomenclature des collectivités territoriales et des circonscriptions administratives de la France et des pays et territoires étrangers est le code officiel géographique (COG) établi par l'Insee et mis à jour annuellement ».
On constate toutefois que quelques communes françaises sont connues sous un « nom d'usage ». Ces noms d'usage se retrouvent parfois sur la signalétique des panneaux aux entrées et sorties des communes. Pour quelques communes, ce nom d'usage est même employé en lieu et place du nom officiel.

## En Suisse
En Suisse, on appelle nom d'alliance un type de nom d'usage utilisé à la suite d'un mariage.

### Source primaire
- Législation et réglementation françaises sur le nom d'usage (sur Wikisource)